# Extreme
Extreme är ett amerikanskt hårdrocksband som bildades runt år 1985 av sångaren Gary Cherone, gitarristen Nuno Bettencourt, basisten Pat Badger och trummisen Paul Geary. 
Extreme släppte sitt debutalbum 1989 som fick översvallande recensioner, men mindre uppmärksamhet i övrigt. Samma år utsågs gitarristen Nuno Bettencourt till "den nästa Eddie Van Halen" av Guitar Magazine. 
År 1990 spelade Extreme in sitt andra album Pornograffitti i Los Angeles Scream Studio. Albumet släpptes i september samma år och blev snabbt känt med hits som "Get the Funk Out" och "More Than Words". Under 1991 tog sig "More Than Words" upp på förstaplaceringar på topplistor såväl i USA som resten av världen, som till exempel Israel. 
1992 spelade bandet på festivalen Rock in Rio, i Brasilien, inför en publik på 60 000 personer. Extreme medverkade även på The Freddie Mercury Tribute Concert på Wembley.
Senare under samma år släppte bandet sitt tredje album III Sides to Every Story. År 1995 släppte man det fjärde studioalbumet Waiting for the Punchline. Året därpå beslutade sig medlemmarna sig för att gå skilda vägar.
År 2007 återförenades bandet, trummisen Paul Geary är dock utbytt till förmån för Kevin Figueiredo. Sommaren 2008 släpptes studioalbumet, Saudades de Rock.
2015 firade bandet deras mest framgångsrika album Pornograffitti 25 år, och spelade på Sweden Rock Festival samma år.
Sommaren 2023 släppte bandet sitt sjätte album Six, och fortsatte även att turnera.

## Biografi

### De tidiga åren (1985–1989)
Extreme bildades i Boston, Massachusetts, 1985. Sångaren Gary Cherone spelade i samma band som trummisen Paul Geary, och gitarristen Nuno Bettencourt spelade i samma band som basisten Pat Badger. Av olika orsaker hamnade de två grupperna i en fejd med varann och det slutade med att Cherone, Geary, Bettencourt, och Badger bildade ett nytt band. Cherone och Bettencourt började skriva låtar tillsammans och gjorde ett antal spelningar i och omkring Boston. Bandet ökade i popularitet och fick en trogen skara fans, och de blev även utsedda till "Outstanding Hard Rock/Heavy Metal Act" på Boston Music Awards 1986 och 1987. 
Gruppen hade ungefär 55 låtar färdiga när A&R-chefen, Bryan Huttenhower, skrev på kontrakt med dem på skivbolaget A&M Records 1988. Därefter spelade gruppen in den självbetitlade debuten Extreme som släpptes 1989. Första singeln var "Kid Ego", en låt som Cherone senare erkände att han skämdes för. Sista låten på albumet, "Play With Me", användes i scenen "mall chase" i filmen Bill & Teds galna äventyr.

### Populära åren (1990–1993)
Måttliga försäljningssiffror av Extreme's första album var tillräckligt för att gruppen skulle få göra ytterligare en skiva. Skivan som fick namnet Extreme II: Pornograffiti gjordes med producenten Michael Wagener som tidigare arbetat med artister som Dokken och White Lion. Skivan släpptes 7 augusti 1990 och visade Nuno Bettencourts speciella gitarrspelande, och den var ambitiös blandning av funk, pop och glam metal genren. Skivan hade ett löst tema, en röd tråd som följde en ung pojke vid namn Francis på hans vandring genom ett förfallet, förödmjukat och korrumperat samhälle.
"Decadence Dance" och "Get the Funk Out" släpptes som singlar. "Get the Funk Out" nådde plats 19 på den brittiska singellistan i juni 1991. Ingen av singlarna var särskilt lyckad i USA och albumet hade åkt ut från topplistan när A&M skickade ut den tredje singeln till ett antal radiostationer i Arizona. Singeln var den akustiska balladen "More Than Words", som gick in på Billboard Hot 100 den 23 mars 1991 på plats 81. Den blev senare en jättehit och nådde första plats på Billboardlistan. Den efterföljande singeln "Hole Hearted", var också den akustisk och lättsjungen vilket resulterade i en ytterligare en succé, och den nådde plats fyra på samma lista.
Gruppen påbörjade arbetet med sitt tredje album 1992. Framträdandet på tributgalan till Freddie Mercury 20 april 1992 avbröt inspelningarna för en kort stund, men gav bandet en hel del uppmärksamhet i heavy metal-samhället.
Albumet III Sides to Every Story, var ett komplicerat men ambitiöst konceptalbum, när det släpptes 22 september 1992. Försäljningssiffrorna var en besvikelse trots att skivan fick positiv kritik. Videon för första singeln "Rest in Peace", var inspirerad av en kortfilm gjord av National Film Board of Canada som hette Grannar (Neighbours). Gruppen blev på grund av detta stämda, men lyckades nå en uppgörelse innan det blev rättegång, och släppte senare en ny version av videon. Albumet hade en hel del synbara kristna inspirationer troligtvis skrivna av Gary Cherone då denna i intervjuer sagt sig ha stort intresse av evangeliska böner och tankar.

### Tiden med Michael Mangini och uppbrottet (1994–1996)
Precis innan bandet skulle spela på Donington Parks Monsters of Rock sommaren 1994 ersatte Michael Mangini (ex-Annihilator) Paul Geary på trummor då han valde att hoppa av för att satsa på en karriär i affärsvärlden med jobb inom musikindustrin, och ta fram nya artister.
Den nya skivan Waiting for the Punchline släpptes 7 februari 1995 och innehöll singlarna "Hip Today", "Unconditionally", och "Cynical". Albumet sålde mindre än föregångaren
"III Sides to Every Story" och till slut valde bandet att gå skilda vägar under vänskapliga former.

### Tiden efter uppbrottet (1997–2003)
1997 gick Gary Cherone med i Van Halen som ny sångare efter Sammy Hagar, och han medverkade på gruppens skiva Van Halen III som släpptes 1998. Detta blev dock ingen succé och Cherone lämnade bandet 1999 för att bilda gruppen Tribe of Judah som 2002 släppte en skiva kallad Exit Elvis. 2005 släppte Cherone en EP i eget namn.
Nuno Bettencourt släppte 1996 ett soloalbum som hette Schizophonic. Han bildade därefter gruppen Mournings Windows som släppte en självbetitlad skiva 1998 och en uppföljare 2000 som hette Furnished Souls For Rent. Hans andra band The Dramagods (även kända som Population 1) har släppt två skivor, den första som självbetitlad 2002 innan namnbytet till The Dramagods och därefter uppföljaren Love som släpptes 2005.
En Best-Of samling kallad, The Best of Extreme - An Accidental Collication of Atoms?, släpptes 1998. Ytterligare en samling med något annorlunda låtlista släpptes 2002 och kallades för Extreme - The Collection.

### Återförening(ar) (2004– )
Extreme återförendes för en kortare turné 2004, där de spelade i sin hemstad Boston på WAAF anniversary och några spelningar i Japan. 2006 återförendes gruppen ytterligare en gång, nu med den "klassiska" Pornograffitti-sättningen – för att göra en tre spelningars turné i New England.
Den 26 november 2007 meddelade gruppen sina planer för en världsturné sommaren 2008 tillsammans med Kings X. Man meddelade också att ett nytt studioalbum kommer att släppas, Saudades de Rock, producerad av Nuno Bettencourt. Kevin Figueiredo, som spelade med Bettencourt i The DramaGods spelar numera trummor. Originaltrummisen Paul Geary är fortfarande involverad i gruppen, dock bara i en affärsmässig roll.

## Medlemmar
Extreme gjort ett antal medlemsbyten, med Gary Cherone och Nuno Bettencourt som enda originalmedlemmar.

### Line-ups
| (1985)                       | - Gary Cherone – sång - Nuno Bettencourt – sologitarr, rytmgitarr - Hal Lebeaux – rytmgitarr - Paul Mangone – basgitarr - Paul Geary – trummor |
| (1985–1986)                  | - Gary Cherone – sång - Nuno Bettencourt – sologitarr, rytmgitarr - Paul Mangone – basgitarr - Paul Geary – trummor                            |
| (1986)                       | - Gary Cherone – sång - Nuno Bettencourt – sologitarr, rytmgitarr - Peter Hunt – rytmgitarr - Paul Mangone – basgitarr - Paul Geary – trummor  |
| (1986–1994) Klassisk line-up | - Gary Cherone – sång - Nuno Bettencourt – sologitarr, rytmgitarr, sång - Pat Badger – basgitarr - Paul Geary – trummor                        |
| (1994–1996)                  | - Gary Cherone – sång - Nuno Bettencourt – sologitarr, rytmgitarr, sång - Pat Badger – basgitarr - Michael Mangini – trummor                   |
| (1996–2004)                  | (Extreme splittrat) |
| (2004)                       | - Gary Cherone – sång - Nuno Bettencourt – sologitarr, rytmgitarr, sång - Carl Restivo – basgitarr - Paul Geary – trummor                      |
| (2004–2006)                  | (Extreme på is) |
| (2006) Klassisk line-up      | - Gary Cherone – sång - Nuno Bettencourt – sologitarr, rytmgitarr, sång - Pat Badger – basgitarr - Paul Geary – trummor                        |
| (2006–2007)                  | (Extreme på is) |
| (2007– )                     | - Gary Cherone – sång - Nuno Bettencourt – sologitarr, rytmgitarr, sång - Pat Badger – basgitarr - Kevin Figueiredo – trummor                  |

## Diskografi

### Album
| Datum             | Titel                     | Skivbolag   | Tabellplacering | Belönad med  |
| ----------------- | ------------------------- | ----------- | --------------- | ------------ |
| 14 mars 1989      | Extreme                   | A&M Records | #80             |              |
| 7 augusti 1990    | Pornograffitti            | A&M Records | #10             | 2 x Platinum |
| 22 september 1992 | III Sides to Every Story  | A&M Records | #10             | Gold         |
| 19 januari 1995   | Waiting for the Punchline | A&M Records | #40             |              |
| 2008              | Saudades de Rock          |             |                 |              |
| 2023              | Six                       |             |                 |              |

### Övrigt
| Datum | Titel                                                     | Skivbolag           |
| ----- | --------------------------------------------------------- | ------------------- |
| 1990  | Extragraffitti                                            | Japanese Release EP |
| 1995  | Running Gag                                               | Japanese Release EP |
| 2000  | The Best of Extreme - An Accidental Collication of Atoms? | A&M Records         |
| 2002  | Extreme - The Collection                                  | Spectrum Records    |

### Singlar i Storbritannien
| Datum            | Titel              | Tabellplacering |
| ---------------- | ------------------ | --------------- |
| 8 juni 1991      | "Get the Funk Out" | #19             |
| 27 juli 1991     | "More Than Words"  | #2              |
| 12 oktober 1991  | "Decadence Dance"  | #36             |
| 23 november 1991 | "Hole Hearted"     | #12             |
| 2 maj 1992       | "Song for Love"    | #12             |
| 5 september 1992 | "Rest in Peace"    | #13             |
| 14 november 1992 | "Stop the World"   | #22             |
| 6 februari 1993  | "Tragic Comic"     | #15             |
| 11 mars 1995     | "Hip Today"        | #44             |

### USA Singlar
| Datum | Titel             | Tabellplacering |
| ----- | ----------------- | --------------- |
| 1991  | "More Than Words" | #1              |
| 1991  | "Hole Hearted"    | #4              |
| 1992  | "Rest in Peace"   | #96             |
| 1992  | "Stop the World"  | #95             |